# Yao Ming
En aquest nom xinès, el cognom és Yao.
Yao Ming (Xinès simplificat: 姚明, Xinès tradicional: 姚明, pinyin: Yáo Míng) és un jugador de bàsquet d'origen xinès ja retirat. Nascut el 12 de setembre del 1980 a Shanghai, va iniciar la seva carrera professional a l'NBA amb els Houston Rockets el 2003. L'1 de maig del 2005, la República Popular de la Xina el va condecorar amb el títol de «treballador model». Amb els seus 2,28 metres d'alçada, va ser un dels jugadors més alts de l'NBA. Actualment és el president de la Federació Nacional de Bàsquet de la Xina.
A l'abril del 2016, Yao va ser escollit per ser inclòs al Basketball Hall of Fame, juntament amb Shaquille O'Neal i Allen Iverson. El 3 de febrer del 2017, els Houston Rockets van retirar el número onze, el seu número de dorsal. Al 2023 va ser inclòs al Saló de la Fama de la FIBA.

## Trajectòria esportiva
- Shanghai Sharks (1997-2002)
- Houston Rockets (2002-2011)

### Lliga Xinesa
Ming va debutar a la primera divisió de la Lliga de Bàsquet de la Xina amb tan sols 17 anys, i mesurant ja 2,21 metres d'alçada, i en la seva primera temporada, la 1997-98, va fer una mitjana de 10 punts i 9 rebots per partit, unes xifres molt destacades per a un jugador novell. La següent temporada la va passar pràcticament en blanc a causa d'una lesió, i va tornar a les pistes totalment recuperat el 1999, en què va aconseguir una mitjana espectacular de 21 punts, 14 rebots i 5 taps per partit, el que li va valdre ser escollit per la Selecció de bàsquet de la Xina que representaria a la Xina en els Jocs Olímpics de Sydney 2000.
Va decidir no entrar en el Draft de l'NBA el 2001, i seguir millorant el seu joc a la lliga xinesa. En aquesta nova temporada les seves mitjanes es van disparar fins als 32 punts i 19 rebots. Abans d'entrar en el draft de l'any següent, Ming va jugar amb la seva selecció el Mundial de bàsquet del 2002 d'Indianapolis.

### NBA
Fou escollit en el draft de l'NBA del 2002 com a número 1 pels Houston Rockets. Va ser el primer jugador no nord-americà sense experiència a la lliga universitària NCAA en aconseguir aquest lloc. En la seva primera temporada va ser escollit en el millor cinquet de rookies de l'any, i va fer una mitjana de 13,5 punts, 8,2 rebots i 1,8 taps per partit. Ha estat escollit per a disputar en 8 ocasions l'All-Star Game. Ha estat All-NBA 5 cops a la seva carrera.

### Retirada
El 20 de juliol de 2011, Yao Ming va anunciar la seva retirada del bàsquet en una conferència de premsa a Xanghai. Va argumentar com a causes lesions al peu i el turmell, inclosa la fractura del terç al seu peu esquerre que va patir al final del 2010. En reacció a la retirada de Yao Ming, el comissionat de l'NBA, David Stern, va dir Yao Ming era un "pont entre els aficionats xinesos i nord-americans" i que havia estat "una meravellosa barreja de talent, dedicació, aspiracions humanitàries i de sentit de l'humor".

## Trajectòria política
El 23 de febrer de 2017 va ser nomenat president de la Federació Nacional de Bàsquet de la Xina.

## Estadístiques a l'NBA
| Fase Regular | EQUIP            | PJ  | MPP  | PRPP | TPP | RPP  | APP | PPP  |
| ------------ | ---------------- | --- | ---- | ---- | --- | ---- | --- | ---- |
| 2002-03      | Houston Rockets  | 82  | 29.0 | 0.4  | 1.8 | 8.2  | 1.7 | 13.5 |
| 2003-04      | Houston Rockets  | 82  | 32.8 | 0.3  | 1.9 | 9.0  | 1.5 | 17.5 |
| 2004-05      | Houston Rockets  | 80  | 30.6 | 0.4  | 2.0 | 8.4  | 0.8 | 18.3 |
| 2005-06      | Houston Rockets  | 57  | 34.2 | 0.5  | 1.6 | 10.2 | 1.5 | 22.3 |
| 2006-07      | Houston Rockets  | 48  | 33.8 | 0.3  | 2.0 | 9.4  | 2.0 | 25.0 |
| 2007-08      | Houston Rockets  | 55  | 37.2 | 0.4  | 2.0 | 10.8 | 2.3 | 22.0 |
| Carrera      |                  | 404 | 32.5 | 0.4  | 1.8 | 9.2  | 1.6 | 19.0 |
| All-Star     | Conferència Oest | 5   | 18.2 | 0.2  | 0.2 | 4.2  | 1.6 | 8.0  |

| Playoff | EQUIP           | PJ | MPP  | PRPP | TPP | RPP  | APP | PPP  |
| ------- | --------------- | -- | ---- | ---- | --- | ---- | --- | ---- |
| 2003-04 | Houston Rockets | 5  | 37.0 | 0.4  | 1.4 | 7.4  | 1.8 | 15.0 |
| 2004-05 | Houston Rockets | 7  | 31.4 | 0.3  | 2.7 | 7.7  | 0.7 | 21.4 |
| 2006-07 | Houston Rockets | 7  | 37.1 | 0.1  | 0.7 | 10.3 | 0.9 | 25.1 |
| Carrera |                 | 19 | 35.0 | 0.3  | 1.6 | 8.6  | 1.1 | 21.1 |

PJ: Partits Jugats, MPP: Minuts per Partit, PRPP: Pilotes Recuperades per Partit, TPP: Taps per Partit,
RPP: Rebots per Partit, APP: Assistencies per Partit, PPP: Punts per Partit

## Premis i reconeixements
- Inclòs al Naismith Memorial Basketball Hall of Fame: 2016
- 8× NBA All-Star: 2003, 2004, 2005, 2006, 2007, 2008, 2009, 2011
- 5× All-NBA Team:

- Segon Equip: 2007, 2009
- Tercer Equip: 2004, 2006, 2008

- Equip All-Rookie de l'NBA: 2003
- NBA Rookie All-Star Game: 2004
- Medalla d'or amb Xina a 2001, 2003, 2005 FIBA Asian Championship
- MVP al 2001, 2003, 2005 Campionat d'Àsia de bàsquet masculí
- Inclòs al millor equip del torneig FIBA World Championship: 2002
- Campionat del Chinese Basketball Association: 2001–02
- Màxim rebotejador de la CBA al 2001–02
- 2003 Sporting News Rookie de l'any
- 2003 Laureus Newcomer of the Year